# Anna Mędzkiewicz
Anna Mędzkiewicz (ur. 16 kwietnia 1926 w Moszczanicy, zm. w lutym 2004) – polska nauczycielka i działaczka społeczno-polityczna, poseł na Sejm PRL IV kadencji.

## Życiorys
Uzyskała wykształcenie średnie niepełne, z zawodu nauczycielka. Była mieszkanką Grodkowa, gdzie przez wiele lat pracowała na rzecz lokalnej społeczności. Organizowała po II wojnie światowej kółka rolnicze, koła gospodyń wiejskich i świetlice w podgrodkowskich wsiach, pracowała jako instruktorka Powiatowego Związku Kółek Rolniczych. W 1965 uzyskała mandat posła na Sejm PRL w okręgu Nysa z ramienia Zjednoczonego Stronnictwa Ludowego. W parlamencie pracowała w Komisji Oświaty i Nauki.
Odznaczona Srebrnym Krzyżem Zasługi.
6 lutego 2004 pochowana na cmentarzu parafialnym w Grodkowie.